# Félix Garcia (homme politique)
Pour les articles homonymes, voir Félix García et García.
Félix Garcia, né le 14 janvier 1909 à Valladolid (Espagne) et mort le 26 mai 1972 à Bayonne (Pyrénées-Atlantiques), est un homme politique français.

## Biographie
Arrivé en France à l'âge de 10 ans, il obtient la nationalité française le 3 octobre 1929 et participe à la Résistance dans le Lot-et-Garonne.
Il exerce la profession de comptable lorsqu'il se présente aux élections à la première Assemblée nationale constituante dans le département des Landes le 21 octobre 1945. Il figure en tête de la liste du PCF et obtient l'un des quatre sièges du département. La liste SFIO a deux élus, la liste MRP remporte un siège et a liste radicale n'a aucun élu.
Il soutient le député socialiste Charles Lamarque-Cando (1901-1989), qui dès les années 1936-37 avait déjà commencé à s'élever contre la loi de 1889 sur le statut du métayage, en faveur de la loi du 13 avril 1946 sur le statut du fermage et du métayage.
Figurant encore en tête de la liste du PCF aux élections législatives du 17 juin 1951, Félix Garcia est battu. La totalité des sièges est attribuée aux groupements des listes apparentées : la liste SFIO a deux élus. Les listes MRP, RGR et Radicale-socialiste ont chacune un élu. La liste d'union républicaine et de progrès social n'a pas d'élu.

## Détail des fonctions et des mandats
Mandats parlementaires
- 21 octobre 1945 - 10 juin 1946 : Député des Landes de la première Assemblée nationale constituante de 1945
- 2 juin 1946 - 27 novembre 1946 : Député des Landes de la seconde Assemblée constituante de 1946
- 10 novembre 1946 - 4 juillet 1951 : Député des Landes